# Bromfield (Shropshire)
Pour les articles homonymes, voir Bromfield.
Bromfield est une paroisse civile et un village du Shropshire, en Angleterre.